# Кафасо-Борго Нуово (Салерно)
Кафасо-Борго Нуово је насеље у Италији у округу Салерно, региону Кампанија.
Према процени из 2011. у насељу је живело 948 становника. Насеље се налази на надморској висини од 18 м.